# Corpse Reviver
Corpse Reviver est le nom donné à un groupe de cocktails contenant de l'alcool, destinés à atténuer les effets d'une consommation excessive d'alcool.
En partie, le terme fonctionne également comme un synonyme de ces cocktails dits pick-me-up (remontants) - dont fait partie, par exemple, le Bloody Mary - dans leur ensemble, connus sous le nom de « boissons contre la gueule de bois ».

## Histoire
Les cocktails sont depuis longtemps utilisés comme boisson revigorante le matin. Tandis que la consommation matinale d'alcool est classée comme une dépendance avancée et que l'usage d'alcool en réponse à une gueule de bois n'est surtout pas recommandée, la consommation de boissons alcoolisées (telles que les cocktails) le matin n'était pas rare jusqu'à la fin du XIXe siècle. En 1869, par exemple, le londonien William Terrington définissait les cocktails en tant que « mélanges qui sont de préférence utilisés par les lève-tôt pour renforcer les hormones ». Par conséquent, l'étape mentale consistant à préparer des cocktails comme toniques après une consommation accrue d'alcool la veille n'est pas récente. La première mention de l'expression « Corpse Reviver » remonte au milieu des années 1880. L'édition du 21 décembre 1861 du magazine satirique anglais Punch, or The London Charivari déclare :

« [...] et après avoir bu un Sling, un Stone Wall, ey un Corpse Reviver, il a dansé sereinement au milieu de la pièce, en chantant une petite chanson agréable avec ce refrain applicable : - Je voudrais être avec Nancy ! oha ! oha !/ Sur un beau plancher noir,/ Avec une petite trappe,/ Quelle joie d'être avec Nancy ! »

— Punch, or The London Charivari, volume 21
La première trace écrite connue d'une recette se trouve dans The Gentleman's Table Guide d'E. Ricket et C. Thomas, publié en 1871, qui préconise des parts égales de brandy et de marasquin et deux traits de Broker's Bitters. La numérotation du Corpse Reviver connue aujourd'hui remonte toutefois à une mention dans The Savoy Cocktail Book de Harry Craddock, publié en 1930. Selon ce dernier, le Corpse Reviver no 1 est :

« À prendre avant 11 h, ou quand on a besoin d'énergie. »

— The Savoy Cocktail Book, page 51
Il est dit plus loin à propos du Corpse Reviver no 2 :

« Quatre d'entre eux pris de manière successive annuleront la réanimation du cadavre. »

— The Savoy Cocktail Book, page 52
L'Offical Mixer's Manual de Gavin Duffy contient également le Corpse Reviver no 1 et le Corpse Reviver no 2, mais la composition de ce dernier a été légèrement modifiée, et un Corpse Reviver no 3 est également répertorié. Le Café Royal Cocktail Book Coronation-Edition contient également trois Corpse Revivers, mais deux d'entre eux diffèrent des versions mentionnées ci-dessus. Le Corpse Reviver no 1, quant à lui, est appelé New Corpse Reviver, bien que la recette soit la même. Vers l'an 2000, probablement à Londres, une autre variante du classique Corpse Reviver no 2 est devenue populaire : Jacob Briar a ajouté le Corpse Reviver No. Blue au groupe en 2007. La numérotation n'est donc pas rigoureuse et diffère selon les sources ; de nos jours, cependant, la liste du Savoy Cocktail Book est la plus utilisée.

## Préparation et variantes

### Corpse Reviverno1
Dans le guide The Gentleman's Table de E. Ricket et C. Thomas, publié en 1871, la boisson est mélangée avec des parts égales de brandy et de marasquin et deux traits de Broker's Bitters. Dans The Savoy Cocktail Book de Harry Craddock, publié en 1930, la recette prévoit ¹⁄₄ de vermouth, ¹⁄₄ d'Apple brandy ou de Calvados et ¹⁄₂ de brandy. Les ingrédients sont mélangés dans un shaker et filtrés dans un verre. Le Café Royal Cocktail Book Coronation-Edition recommande la même chose sous le nom différent susmentionné. Enfin, on retrouve les mêmes ingrédients dans le King Cocktail d'Eddie Clark de 1954, qui recommande l'utilisation d'un vermouth doux et l'ajout d'un zeste de citron.

### Corpse Reviverno2
Corpse Reviver no 2 est la version la plus célèbre de la boisson. Dans The Gentleman's Table, il est recommandé de le réaliser avec ¹⁄₄ de jus de citron, ¹⁄₄ de Kina Lillet, ¹⁄₄ de Cointreau et ¹⁄₄ de gin sec, plus un trait d'absinthe. Les ingrédients sont mélangés dans un shaker et filtrés. Dans le manuel officiel du mixeur, le Lillet est remplacé par du Swedish Punch, une liqueur à base d'arrack.

### Corpse Reviverno3
Toujours selon l'Offical Mixer’s Manual, le Corpse Reviver no 3 nécessite ¹⁄₄ de jus de citron et 1 mesure de Pernod. Les ingrédients sont ajoutés dans un verre highball avec un à deux glaçons à l'intérieur. Le verre est ensuite rempli de champagne et remué.

### Corpse Reviver blue
Le Corpse Reviver blue est fabriqué avec ³⁄₄ de gin sec, ³⁄₄ de Lillet Blanc, ³⁄₄ de curaçao bleu, ¹⁄₈ d'absinthe et 1 part de jus de citron dans un shaker, filtré dans un verre et garni d'un zeste de citron. Le curaçao bleu lui donne sa couleur distinctive ainsi que son nom.

### Autres variantes
En plus des cocktails susmentionnés, il existe d'autres variantes du Corpse Reviver. Par exemple, le Kentucky Corpse Reviver est fait avec ³⁄₄ oz de bourbon, ³⁄₄ oz de Cointreau, ³⁄₄ oz de jus de citron, et ³⁄₄ oz de Lillet Blanc. Le Savoy Corpse Reviver est mélangé à parts égales avec du brandy, du Fernet-Branca et de la crème de menthe blanche. Il est attribué à Joe Gilmore, barman de longue date de l'American Bar de l'hôtel Savoy. Il est rejoint par les cocktails susmentionnés du Café Royal Cocktail Book Coronation-Edition. Selon ce livre, le Godfrey's Corpse Reviver de Godfrey Baldini se compose de deux tiers de gin et d'un tiers de vodka, plus un trait de grenadine et un trait d'amers d'Angostura. La boisson appelée simplement Corpse Reviver dans le même livre se compose de parts égales de brandy, de jus d'orange et de jus de citron, plus deux traits de grenadine, le tout secoué, filtré et complété par du champagne.